# Megan Rosenbloom
Megan Curran Rosenbloom és una bibliotecària mèdica nord-americana i experta en bibliopegia antropodèrmica: la pràctica d'enquadernar llibres amb pell humana. És membre de l'equip de The Anthropodermic Book Project, un grup que prova científicament els llibres lligats a la pell per determinar si els seus orígens són humans.
El 2004, Rosenbloom va obtenir el títol de Llicenciada en Periodisme per la Universitat Drexel. Rosenbloom va rebre el seu MLIS a la Universitat de Pittsburgh el 2008.
Rosenbloom treballa com a bibliotecari mèdica a la Biblioteca Mèdica Norris de la Universitat del Sud de Califòrnia i com a editor de necrològiques a la revista Journal of the Medical Library Association.
Amb la seva tasca de biblioteca, Rosenbloom va tenir accés a un gran nombre de llibres de metges antics i rars que tractaven sobre la mort. I va començar a fer conferències públiques sobre com es relaciona la història dels avenços mèdics amb l'ús de cadàvers sense nom i va conèixer a Caitlin Doughty ; junts s'encarregaren dels actes del Death Salon. Rosenbloom creu que com més persones neguen la inevitabilitat de la mort, "més persones es destrueixen psíquicament quan succeeix en les seves vides". Ella co-fundà i dirigí Death Salon, el grup d'esdeveniments de The Order of the Good Death, on les persones poden tenir converses i discussions amb altres persones sobre la mort. Els Death Salon són una combinació d'esdeveniments privats de l'empresa Good Death i esdeveniments públics, que es fan gairebé anualment des del 2013.
Com a membre del The Anthropodermic Book Project, Rosenbloom i els seus col·legues Daniel Kirby, Richard Hark i Anna Dhody utilitzen l'empremta de masses peptídiques per determinar si l'enaquadernació dels llibres és d'origen humà. Rosenbloom forma part de l'equip de divulgació, intentant convèncer les biblioteques de llibres rars perquè obtinguin el seu test.

## Escriptura
- Rosenbloom, Megan The Watermark: Newsletter of the Archivists and Librarians in the History of the Health Sciences, 39, 3, Summer 2016, pàg. 20–22. ISSN: 1553-7641.
- Rosenbloom, Megan. «A Book by Its Cover» (en anglès). Lapham’s Quarterly, 19-10-2016. [Consulta: 24 desembre 2018].
- Rosenbloom, Megan. Dark Archives: A Librarian's Investigation into the Science and History of Books Bound in Human Skin.  Farrar, Straus and Giroux, 2020. ISBN 9780374134709.  Rosenbloom, Megan. Dark Archives: A Librarian's Investigation into the Science and History of Books Bound in Human Skin.  Farrar, Straus and Giroux, 2020. ISBN 9780374134709.  Rosenbloom, Megan. Dark Archives: A Librarian's Investigation into the Science and History of Books Bound in Human Skin.  Farrar, Straus and Giroux, 2020. ISBN 9780374134709.